# Minera Panamá
Minera Panamá es una Ex mina de cobre a cielo abierto en Panamá, ubicada a 120 kilómetros al oeste de la Ciudad de Panamá y a 20 kilómetros de la costa del Mar Caribe en el Distrito de Donoso, Provincia de Colón. La Ex mina consta de cuatro zonas que suman 30.600 hectáreas. Los principales yacimientos se encuentran en Balboa, Botija, Colina y Valle Grande. Con 3.100 millones de toneladas de reservas probadas y probables, Cobre Panamá era una mina de cobre abiertas más grandes a nivel mundial desde 2010. Está ubicada junto a la mina Petaquilla.
Este Ex proyecto minero fue propiedad de Inmet Mining hasta 2013, cuando esta empresa pasó a manos de First Quantum Minerals Ltd. (FQM). La construcción continuó durante los siguientes seis años hasta 2019.Cobre Panamá representa una inversión total de 6.200 millones de dólares, financiada en parte por depósitos por valor de 1.356 millones de dólares de Franco-Nevada contra futuras entregas de oro y plata producidas por la mina. 
La producción comercial comenzó en junio de 2019. A plena capacidad actual, la planta procesará 85 Mtpa de mineral para producir más de 300.000 toneladas de cobre por año junto con oro, plata y molibdeno. Esto equivale al 1,5% de la producción mundial de cobre a partir de 2023.La operación tiene una vida útil de 34 años. Los tres molinos SAG de 28 megavatios y cuatro molinos de bolas de 16,5 megavatios instalados en Cobre Panamá son los más grandes instalados en el mundo hasta el año 2020, a excepción de la mina Sentinel en Zambia, también propiedad de First Quantum Minerals.El Ex proyecto está impulsado por una planta de generación de energía de 300 megavatios ubicada en un nuevo puerto construido para esta operación minera.

## Propiedad
A partir de 2017, First Quantum Minerals Ltd. tiene una participación del 90 por ciento en Minera Panamá, SA la empresa panameña que posee la concesión de Cobre Panamá, el cual es el nombre de mercadeo de la empresa en Panamá. El capital restante es propiedad de Korea Resources Corp. (KORES, 10%).
En noviembre de 2023, justo en el momento de las protestas en Panamá, Jiangxi Copper una empresa de China se convertiría en la mayor accionista de First Quantum, aumentando de 18.3% a 19.5%, su participación, en Minera Panamá. Comprando 1 millón 350 mil acciones.

## Historia
Desde la década de 1960, varios gobiernos panameños, generalmente en sucesión, han impulsado gradualmente la introducción de la minería y las industrias extractivas en Panamá y las han posicionado como los principales impulsores del crecimiento económico y la actividad del país, particularmente en el interior. Esto ha permitido que Panamá abandone una economía basada en el transito, basada en el Canal de Panamá y su ubicación estratégica en el continente americano, y se convierta en una economía extractivista que permita al gobierno endeudarse más e impedir reformas fiscales que podrían evitarse con un mayor PIB proveniente de la minería. Este impulso también se ha visto impulsado por la percepción de falta de fuentes alternativas de ingresos y crecimiento económico, especialmente fuera del entorno del Canal de Panamá. Esta economía o modelo económico extractivista incluye no solo la mina, sino también otras actividades del sector primario, como la agricultura.
La exploración inicial del sitio comenzó en 1968 por una misión de las Naciones Unidas, en cooperación con el gobierno panameño de aquel entonces. En ese entonces, se creía que el país no contaba con otras fuentes de ingresos alternativas. El primer descubrimiento de cobre se realizó en 1969 y, para 1970, ya estaban en marcha estudios detallados de exploración y viabilidad. Estas misiones de exploración en el país continuaron hasta 1982, en medio de tensiones políticas que vivía el país en ese momento. Tras la invasión estadounidense de Panamá, bajo el primer presidente panameño posterior a la intervención, Guillermo Endara, los planes para explotar la mina continuaron mediante la concesión de una licencia de exploración, denominada contrato, en el sitio minero.
El contrato minero original para la extracción de minerales se otorgó a Petaquilla Gold, S.A. mediante la Ley 9, aprobado el 26 de febrero de 1997 por la Asamblea Nacional durante la presidencia de Ernesto Pérez Balladares.
En 1997, Inmet Mining Corporation adquirió el proyecto. 
El desarrollo de la mina comenzó en 2011 y la construcción en 2015. Este proyecto minero fue propiedad de Inmet Mining hasta 2013, cuando esta empresa fue absorbida por First Quantum Minerals Ltd. (FQM). La construcción continuó durante los siguientes seis años, hasta 2019. Cobre Panamá representa supone una inversión total de US$6.200 millones, financiada en parte por depósitos por US$1.356 millones de Franco-Nevada a cuenta de futuras entregas de oro y plata producidas por la mina.
Juan Carlos Varela, quien se desempeñó como presidente de Panamá de 2014 a 2019, extendió la concesión por 20 años adicionales en 2016. Se informa que todos los presidentes de Panamá en la era posterior a la intervención (a partir de 1989) han participado en la expansión o el apoyo a las operaciones de la mina de cobre, incluyendo a Mireya Moscoso, Martín Torrijos y Ricardo Martinelli, quienes ocuparon el cargo entre 1999 y 2014.
El abogado Juan Ramón Sevillano interpuso una demanda de inconstitucionalidad contra la Ley 9 en 1998, la cual fue interpuesta nuevamente por la abogada Susana Serracín en 2009, pero la Corte Suprema de Justicia no la declaró inconstitucional. (Panamá)|Corte Suprema de Justicia]] hasta el 25 de septiembre de 2018, 21 años después. El fallo fue publicado formalmente en el gaceta oficial en 2021, tres años después de la decisión de la Corte Suprema debido a medidas legales del bufete de abogados Morgan & Morgan de First Quantum para retrasar su publicación, a pesar de que el fallo estaba vigente sin haber sido publicado. A pesar de esto la construcción de la mina continuó en 2019 y la mina entró en operación ese mismo año y los gobiernos de Juan Carlos Varela y Laurentino Cortizo se esforzaron por justificar estas acciones.
Para 2017, el proyecto alcanzó un avance del 50 % en la construcción y, para 2018, un 80 %.
Había planes para construir una planta de beneficio de molibdeno en la mina, pero no se pudo construir. Panamá carece de legislación para supervisar el proceso de cierre de minas, y en cambio, los gobiernos panameños se han centrado en rentabilizar la minería en el país.

## Concesión
La concesión original otorgada a Minera Panamá, SA en febrero de 1996 y confirmada por el contrato-Ley N.º 9 panameño en 1997 se volvió cuestionable luego de un fallo de la Corte Suprema de Panamá en septiembre de 2018, de que la Ley 9 está en conflicto. con la constitución de Panamá. Poco después, el Gobierno de Panamá emitió un comunicado afirmando su apoyo a Cobre Panamá y considerando válida la concesión minera MPSA. El 22 de diciembre de 2021, la Gaceta Oficial N.º 29439 publicó la inconstitucionalidad de la Ley 9. MPSA y First Quantum Minerals afirman que el fallo relativo a la Ley 9 no es retroactivo, por lo que los contratos firmados antes de 2018 no se ven afectados. Durante enero de 2022, el Gobierno de Panamá hizo propuestas para un nuevo contrato que incluye pagos futuros y regalías que se impondrán a MPSA. Un acuerdo de este tipo tendría que ser aprobado como legislación por la Asamblea Nacional. La filial de First Quantum, hizo propuestas al Gobierno de Panamá que incluían pagos anuales de 375 millones de dólares estadounidenses en ingresos por impuestos y regalías. Estos pagos se ofrecieron bajo la condición de que los precios de los metales y la rentabilidad de esta mina no bajaran significativamente. El Gobierno de Panamá anunció planes para ordenar la suspensión de las operaciones en esta mina después de que First Quantum incumpliera el plazo para llegar a un acuerdo para aumentar sus pagos al gobierno. 
Muchos analistas han considerado que el contrato original, junto con otros contratos celebrados por gobiernos panameños anteriores, son demasiado generoso con la empresa minera. Después de un cierre de la mina durante dos semanas, las operaciones se reanudaron y los términos y condiciones de un contrato de concesión actualizado entre Minera Panamá SA y el Gobierno de Panamá se anunciaron el 8 de marzo de 2023.
En octubre de 2023, el parlamento panameño aprobó en tercer debate el controvertido proyecto de ley 1100, que ha provocado múltiples protestas en el país.Estas protestas derivaron en una moratoria de la minería metálica en todo el país, “por tiempo indefinido”, incluyendo las concesiones ya aprobadas, lo que provocó el cierre de Minera Panama. mediante el Proyecto de Ley 1110, aprobado con 59 votos a favor por la Asamblea Nacional (AN), el 3 de noviembre de 2023. 

## Actividad
La mina alcanzó su primer hito de producción en 2019, produciendo su primer concentrado de cobre. En septiembre de 2019, alcanzó la producción comercial y, para febrero de 2020, alcanzó una tasa de producción anualizada de 300.000 toneladas de cobre se obtuvo procesando 85 MTPA (millones de toneladas anuales) de mineral. En 2022, la mina estaba aumentando su capacidad de procesamiento a 90 MTPA y tenía como meta alcanzar las 100 MTPA para finales de 2023. La construcción tuvo un costo de 10 mil millones de dólares estadounidenses y representa la mayor inversión extranjera realizada por una empresa privada en Panamá, según el expresidente panameño Juan Carlos Varela.
A pesar del nombre de la mina, también extraía y procesaba oro y plata de sus relaves. Según la empresa, la extracción se realizaba mediante un proceso de separación por gravimetría o gravedad y un horno de arco eléctrico. Según la empresa, el oro producido por la mina se encontraba en forma de barras Doré que deben procesarse para su uso. Las barras están compuestas en su mayoría (alrededor del 75% al 90% de la barra) de plata, siendo el resto oro e impurezas. La mina produjo 139,751 onzas de oro y 2,813,129 onzas de plata en 2022, lo que la convierte en la mina de oro más grande de First Quantum.
El tipo de mineral en la mina se ha determinado variadamente como sulfuro de cobre, yacimientos de óxido de hierro, cobre y oro, y pórfidos de cobre., y existen tres tajos abiertos en el sitio de la mina, según las observaciones realizadas por la organización ambiental CIAM. Según la misma organización, durante la primera visita a la mina, los medios de comunicación presentes no cuestionaron la gestión de la mina por parte del gobierno ni de First Quantum.
Ha habido preocupación por el impacto de la mina en la contaminación de las aguas subterráneas. y por ende el abastecimiento de agua para el Canal de Panamá y por ende el país que utiliza sus aguas como agua potable, lo cual ha sido desestimado reiteradamente por First Quantum, cuyo gerente de país en Panamá, Keith Green, propuso compartir sus aguas con el Canal de Panamá, alegando que los ríos aguas abajo del sitio de la mina no tienen usuarios y que la mina está lejos del canal, a pesar de que los ríos cercanos a la mina tienen potencial de convertirse en fuentes de agua para el Canal de Panamá. Debido a esto, combinado con la situación del país, y debido al alto consumo de agua, existe preocupación por el posible impacto negativo de la mina en la competitividad de otros sectores, en particular el sector servicios de la economía panameña, que se basa principalmente en los servicios en torno al Canal de Panamá. Esta situación podría representar una amenaza existencial para el país. El sector minero compite directamente con el sector agrícola por la tierra y el agua, lo que genera preocupación. La mina contiene principalmente mineral de cobre de baja ley y el terreno es accidentado, con fuertes lluvias.
Desde el cierre de la mina, First Quantum ha participado en una campaña de relaciones públicas para mejorar la percepción de los panameños sobre la mina, llamada Cobre Conecta, que participa en diversos medios. La campaña tiene como objetivo resaltar los supuestos beneficios económicos de la mina para los panameños, lo que denomina reducir desinformación y promover diálogo basado en datos científicos y posicionar la minería como una actividad beneficiosa para el país debido a su actividad económica, siendo la actividad de la economía la principal preocupación de los panameños. Según la gerente de relaciones públicas de First Quantum en Panamá, Maru Gálvez, esta estrategia ha funcionado y el número de personas en contra de la mina ha disminuido. El programa tiene como objetivo obtener una licencia social que permita la reanudación de las operaciones de la mina.
Los ingresos de First Quantum en 2022 provenientes de la mina fueron de 2959 millones de dólares estadounidenses, lo que la convierte en la mina más grande y productiva de la compañía, representando casi la mitad de sus ingresos. Según un estudio no público de Indesa, la mina pagó 443 millones de dólares en salarios anuales. y contribuyo 200 millones anuales al programa de seguridad social de Panamá. Estas mediciones se realizaron antes de que se promulgara la Ley 406 en octubre de 2023, que proponía un pago mínimo de 375 millones de dólares en regalías al gobierno anualmente, dependiendo de los ingresos de la mina. Además, según la Corte Suprema de Panamá en su fallo de inconstitucionalidad de la Ley 406 negociada con First Quantum, no necesariamente garantiza amplios beneficios económicos para la Estado panameño. La mina representó 2514 millones de dólares o el 4,5% del PIB de Panamá, cerca de los ingresos de la mina en 2022. Los principales destinos de exportación y principales clientes de la mina se ubicaron en China y Japón. La mina no tenía clientes panameños o latinoamericanos importantes, por lo que casi toda su producción se exportaba. Durante las visitas a los pueblos cercanas a la mina, hubo una atmósfera de rechazo contra la mina. Hay otros que se han beneficiado de ello al establecer empresas de suministro para la mina. Según la cámara minera de Panamá y Roderick Gutiérrez, su presidente, se perdieron más de 54.000 empleos indirectos. Esto es superior a lo publicado en un estudio no público de Indesa que menciona más de 40.000 puestos de trabajo, que a su vez es superior a la cifra de 35,000 reportada anteriormente. Según una convocatoria de resultados, la empresa había despedido a 4.000 empleados.
El presidente panameño Mulino se reunió con los proveedores de la mina el 24 de febrero de 2025, tras recibir una carta enviada por ellos el 10 de febrero de 2025, quienes expresaron su preocupación por el cierre continuo de la mina. Solicitan que se reactive la mina para evitar la quiebra o el cierre de sus empresas. Indicaron que más del 70% de los proveedores han tenido que despedir personal como resultado del cierre de la mina y solicitaron que la mina se abra en 2025. Muchas de estas empresas tenían la mina como su principal o incluso único cliente.
Mulino lamentó el cierre de la mina, destacando los activos varados de muchos proveedores mineros locales y calificando la situación de triste y deprimente. Mulino declaró que no entablará negociaciones con la mina a menos que se suspendan sus procedimientos de arbitraje. Las acciones de First Quantum subieron una vez que Mulino mencionó que se estaban explorando "ideas novedosas" para el futuro de la mina. Mulino es más amigable con los negocios que su predecesor y afirmó que se ocupará de la mina una vez que se complete la reforma de la seguridad social del país. Dijo que muchos de los problemas económicos que atraviesa el país fueron causados por el cierre de la mina.

## Inconstitucionalidad y cierre total de la mina de cobre
El 28 de noviembre de 2023, la Corte Suprema de Justicia dio un mensaje a la nación, en donde se declara inconstitucional la Ley 406 del contrato minero entre el Gobierno de Panamá y First Quantum Minerals con filial Minera Panamá.Luego que los abogados Juan Ramón Sevillanos y Marta Cornejo, demandantes de la Ley 406, recibieron el documento del fallo de inconstitucionalidad.
De acuerdo al fallo de inconsitucionalidad, la ley 406 solo tenía provisiones legalmente vinculantes de protección ambiental que eran reactivas y de mitigación del daño una vez ya hecho en vez de tener medidas "ferreas" legalmente vinculantes de protección ambiental. La corte declaró que la operación de la mina en el área era una amenaza al derecho a la vida y a la salud debido a su ubicación en el Corredor Biológico Mesoamericano. De acuerdo al periódico The Guardian, moradores de áreas aledañas a la mina han reportado un aumento en enfermedades renales desde 2014, un año luego de que empezó la construcción de la mina. De acuerdo a medios locales, por lo menos tres ministros de estado del gobierno de turno tenían alguna relación con la mina.
Ese mismo día, el presidente de país Laurentino Cortizo dijo en una conferencia a la nación que la mina de cobre Minera Panamá sería cerrada, horas después de que la Corte Suprema de Justicia declarara inconstitucional su contrato.
La empresa minera a expresado últimamente después de las Elecciones generales de Panamá de 2024 el interés en su último comunicado dice "Esperamos con interés un dialogo con un nuevo Gobierno y trabajar juntos una vez que asuma para encontrar una resolución que sea el mejor interés para Panamá"
La victoria de José Raúl Mulino es positiva para First Quantum, escribió el analista de Royal Bank of Canada Sam Crittenden, "todavía hay incentindubre en torno a Cobre Panamá y queda trabajo por hacer para mejorar la percepción pública hacia la minería.